# Interval (glasba)
Interval je razdalja med dvema tonoma oz. med njunima višinama.
Interval vsebuje podatek o kvaliteti in kvantiteti, na primer: čista kvinta (č5), velika septima (v7), zvečana sekunda (zv2) itd.
- po kvantiteti imenujemo intervale glede na število diatoničnih tonov, katere obsegajo. Imenovanje kvantitete intervalov izhaja iz latinskih števnikov:
  - prima (1) - obsega poimensko isti ton, npr. c-c
  - sekunda (2) - npr. c-d (interval, pisan navzgor)
  - terca (3) - npr. c-e
  - kvarta (4) - npr. c-f
  - kvinta (5) - npr. c-g
  - seksta (6) - npr. c-a
  - septima (7) - npr. c-h
  - oktava (8) - ponovitev istega tona, vendar 12 poltonov višje, npr. c-c1
  - nona (9) (sekunda+oktava)
  - decima (10) (terca+oktava)
  - undecima (11) (kvarta+oktava)
  - duodecima (12) (kvinta+oktava)
  - tercdecima (13) (seksta+oktava)
  - kvartdecima (14) (septima+oktava)

- po kvaliteti so lahko intervali čisti (č.), mali (m.), veliki (v.), zmanjšani (zm.) in zvečani (zv.)
  - čisti intervali so prima, kvarta, kvinta, oktava (in undecima, duodecima,...)
  - mali in veliki intervali so sekunda, terca, seksta, septima (in nona, decima, tercdecima,...)
  - zmanjšani in zvečani so lahko vsi intervali z izjemo prime, ki ne more biti zmanjšana

| Število poltonov | Mali, veliki, ali čisti intervali | Kratica | Zvečani ali zmanjšani intervali | Kratica | Audio       |
| ---------------- | --------------------------------- | ------- | ------------------------------- | ------- | ----------- |
| 0                | Čista prima                       | č1      | Zmanjšana sekunda               | zm2     | Predvajaj ⓘ |
| 1                | Mala sekunda                      | m2      | Zvečana prima                   | zv1     | Predvajaj ⓘ |
| 2                | Velika sekunda                    | v2      | Zmanjšana terca                 | zm3     | Predvajaj ⓘ |
| 3                | Mala terca                        | m3      | Zvečana sekunda                 | zv2     | Predvajaj ⓘ |
| 4                | Velika terca                      | v3      | Zmanjšana kvarta                | zm4     | Predvajaj ⓘ |
| 5                | Čista kvarta                      | č4      | zvečana terca                   | zv3     | Predvajaj ⓘ |
| 6                |                                   |         | Zmanjšana kvinta                | zm5     | Predvajaj ⓘ |
| 6                | Zvečana kvarta                    | zv4     |                                 |         | Predvajaj ⓘ |
| 7                | Čista kvinta                      | č5      | Zmanjšana seksta                | zm6     | Predvajaj ⓘ |
| 8                | Mala seksta                       | m6      | Zvečana kvinta                  | zv5     | Predvajaj ⓘ |
| 9                | Velika seksta                     | v6      | Zmanjšana septa                 | zm7     | Predvajaj ⓘ |
| 10               | Mala septima                      | m7      | Zvečana seksta                  | zv6     | Predvajaj ⓘ |
| 11               | Velika septima                    | v7      | Zmanjšana oktava                | zm8     | Predvajaj ⓘ |
| 12               | Čista oktava                      | č8      | Zvečana septima                 | zv7     | Predvajaj ⓘ |

V akustičnem smislu lahko intervale delimo v 2 skupini, konsonance in disonance. Disonančni intervali nosijo napetost in težijo k razvezu v konsonančni interval.
- konsonančni intervali:
  - popolne konsonance: č1, č4, č5, č8
  - nepopolne konsonance: m/v3, m/v6
- disonančni intervali: m/v2, m/v7, m/v9...; vsi zvečani in zmanjšani intervali z izjemo zm2

Interval zv4 oziroma v enharmonskem smislu zm5 obsega polovico oktave. V obdobju srednjega veka in renesanse so ga imenovali »diabolus« (hudičev interval) ali tritonus (obsega 3 cele tone), predstavljal pa je največjo disonanco. Njegova uporaba je bila v skladu s pravili kontrapunkta odločno prepovedana. V 20. stoletju je to ključni interval jazzovske glasbe.
Znotraj ene oktave tvorimo 22 različnih intervalov tako, da se ton ne ponovi (izvzamemo č1 in č8)
Tona, ki sestavljata interval lahko slišimo hkrati, zaporedno navzgor ali zaporedno navzdol.

## Intervali glede na tonske uglasitve
Akustično intervale izračunavamo glede na razmerja med frekvencami določenih tonov. Na primer, 2:1 za oktavo, ker je frekvenca zgornjega tona 2-kratna vrednost frekvence spodnjega tona. Za namene merjenja intervalov, ki niso v sistemu temperirane uglasive, s poudarkom na neevropski glasbi, je oktava konvencionalno razdeljena na 1200 centov s poltonsko vrednostjo 100 centov. S tako razdelitvijo ima npr. mala terca 300 centov pri temperirani uglasitvi, 294 centov pri pitagorejski in 316 pri naravni uglasitvi. Manjša, kot so števila v intervalnem razmerju (ulomek), bolj konsonančen je interval. Najbolj konsonančen interval poleg prime (1/1) je oktava (2/1), sledijo č5 (3/2), č4 (4/3, čeprav je evropska glasba ta interval dolgo tretirala kot disonanco), potem v6 (5/3), v3 (5/4), m.3 (6/5) itd. 